# HK Zemgale
Der HK Zemgale (auch JLSS Zemgale) ist ein lettischer Eishockeyclub aus Jelgava, der seit 2010 wieder an der lettischen Eishockeyliga teilnimmt. Zusätzlich nimmt der Klub seit 2022 an der zweiten finnischen Spielklasse, der Mestis, teil.

## Geschichte
Der Club wurde 2001 in Jelgava gegründet und nahm ab 2002 als ASK Zemgale Jelgava an der lettischen Eishockeyliga teil. Parallel dazu nahm eine Spielgemeinschaft Hanza/Zemgale Jelgava an der zweiten Spielklasse Lettlands teil. In der Saison 2003/03 spielte die Herrenmannschaft parallel in der Division B der East European Hockey League. Bis zum Ende der Spielzeit 2004/05 gehörte die Herrenmannschaft der ersten Spielklasse an, zog sich dann aber aufgrund finanzieller Probleme aus dieser zurück.
Anschließend nahmen ausschließlich Amateur- und Juniorenteams am Spielbetrieb teil. 2010 stellte der Verein wieder eine Herrenmannschaft in der lettischen Eishockeyliga. 2022 gewann der Klub erstmals die lettische Eishockeymeisterschaft.

## Bekannte ehemalige Spieler
- Guntis Pujats
- Lauris Dzerins
- Aigars Berzins
- Edgars Lūsiņš